# Pedro Tafur
Pedro Tafur, o Pero Tafur (Cordova, 1410 circa – 1487 circa), è stato un esploratore e scrittore spagnolo.

## Biografia
Nato a Cordova, Tafur viaggiò attraverso tre continenti negli anni compresi tra il 1436 ed il 1439. Nei suoi viaggi partecipò a numerose battaglie, visitò santuari ed offrì servizi diplomatici per conto di Giovanni II di Castiglia.
Visitò la costa marocchina, la Francia meridionale, la Terra santa, l'Egitto, Rodi, Cipro, Tenedo, Trebisonda e Costantinopoli. Visitò anche la penisola del Sinai, in cui incontrò Niccolò Da Conti, che condivise con Tafur informazioni sul Sud-est asiatico. Prima di tornare in Spagna, Tafur attraversò l'Europa centrale e l'Italia.
Tra il 1453 ed il 1454 scrisse un libro intitolato Andanças e viajes de Pero Tafur por diversas partes del mundo avidos (inedito fino al 1874, quando fu pubblicato da Marcos Jiménez de la Espada). Si tratta di uno dei pochi libri scritti da un viaggiatore spagnolo del periodo medievale (un altro esempio è quello di Ruy González de Clavijo). Tafur dedicò il suo libro ad un membro della famiglia Guzmán, la stessa a cui apparteneva Domenico di Guzmán. Per questo motivo fornì anche informazioni bibliografiche sul santo.
Fornisce interessanti particolari sui bagni di Zeusippo, sulla Hagia Sophia, la Porta santa e gli Obelischi di Roma.